# Kamer (parlement)
Een parlementaire kamer is een parlementaire assemblee.

## Terminologie
Hoewel de term technisch ook van toepassing is op unicamerale parlementen, wordt hij enkel betekenisvol toegepast op de (twee of soms meer) samenstellende kamers van parlementen die meerdere assemblees omvatten, waarvoor ook synoniemen bestaan, zoals huis (bijvoorbeeld hoger- en lager-huis in het Brits parlement).
In het Nederlands parlement heten ze Eerste en Tweede Kamer. In diverse parlementen wordt de naam Kamer echter gemeenzaam gebruikt als afkorting voor één kamer, die volop bijvoorbeeld Kamer van volksvertegenwoordigers kan heten (zoals in België en Frankrijk, telkens naast een Senaat).

## Samenstelling
Veelal verschilt de wijze waarop de kamers worden samengesteld, ook als beide verkozen zijn, bijvoorbeeld één bij algemeen rechtstreeks kiesrecht en één (geheel of gedeeltelijk) als 'getrapte' vertegenwoordiging indirect verkozen door de eigen parlementaire assemblees van deelstaten, zoals de Duitse Bondsdag (direct) respectievelijk Bondsraad (getrapt).

## Opdracht
De taakverdeling tussen de kamers van één parlement kan erg verschillen. In het zuivere bicamerisme moeten zowat alle wetgevende beslissing in elke kamer apart een meerderheid krijgen, in een variant kan na een bezinningsperiode één kamer (al dan niet bij gekwalificeerde meerderheid) alsnog haar wil opleggen.
Anderzijds kunnen specifieke taken aan één kamer exclusief worden toebedeeld, bijvoorbeeld bepaalde benoemingen of ratificatie van verdragen. Zelfs in staten waar één kamer normaal de wetgeving regelt wordt de andere kamer vaak betrokken bij grondwetgevend werk en maakt aldus deel uit van de constituante. Een tussenvorm is dat de kamer die niet standaard betrokken is zich toch kan bedienen van een evocatierecht (zoals de Belgische Senaat na de afvoering van het zuiver bicamerisme).
Van wezenlijk belang in democratische staten is of de regering het vertrouwen van beide kamers moet genieten of slechts van één, die daardoor het politiek primaat geniet, wat overigens losstaat van de vaak meer traditioneel behouden protocollaire voorrang.